# Azteca México

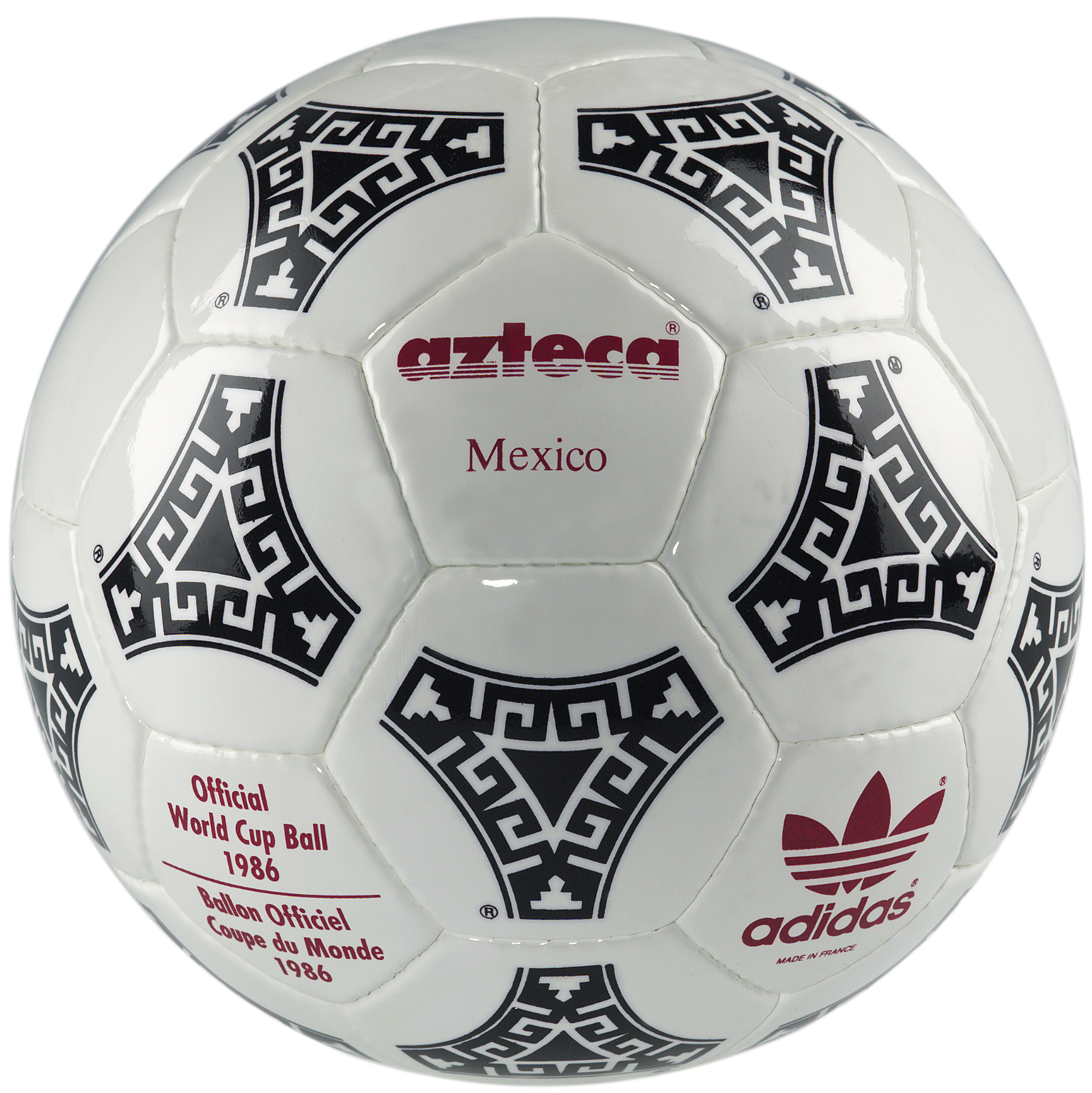
Der Adidas Azteca

Azteca México – kurz nur Azteca genannt – war der offizielle Name des Spielballs der Fußball-Weltmeisterschaft 1986 in Mexiko. Entwickelt von dem Sporthersteller adidas setzte der Ball neue Maßstäbe und erwies sich als perfekt auf die besonderen Bedingungen in dem Gastgeberland abgestimmt.

## Entwicklung und Konzeption
Fast zwei Jahre lang forschten und experimentierten adidas-Techniker in der französischen Niederlassung der Firma, um einen Ball für die besonderen Bedingungen des Gastgeberlandes zu konzipieren. Dabei galt es, die speziellen Herausforderungen des Hochlands von Mexiko zu berücksichtigen. So musste der Ball nicht nur robust und widerstandsfähig sein, sondern auch mit der dünnen Luft in großen Höhen von bis zu 2.600 Metern zurechtkommen. Am Ende präsentierte adidas mit dem Azteca den ersten vollsynthetischen Spielball, der jemals bei einer Fußball-Weltmeisterschaft zum Einsatz kam, und den ersten WM-Ball dessen Design explizit vom Gastgeberland inspiriert wurde.

## Aufbau, Materialien und Design
Der Azteca ist ein handgenähter Ball, für den die damals neuesten und leistungsfähigsten Materialien verwendet wurden. Obwohl der Ball nicht aus echtem Leder, sondern erstmals aus Synthesematerialien namens „Adicron“ gefertigt war, behielt er die traditionelle Konstruktion aus 32 handgenähten Paneelen bei.
Seine Oberfläche bestand aus einer strukturierten Verschleißschicht, die von drei zusätzlichen Adicron-Unterschichten mit unterschiedlichen Strukturen umgeben war. Diese Mehrschichtbauweise verlieh dem Ball enorme Stabilität und Widerstandsfähigkeit. Die Blase wurde aus Naturlatex gefertigt und mit einem Nadelventil ausgestattet.
Das Design des Balles stammt von Rebecca Martinez, die sich von der Kunst der Azteken in der Architektur und Wandmalerei inspirieren ließ. Im Vergleich zu den vorherigen Tango-Bällen war das Azteca-Design deutlich elaborierter und enger mit dem Gastgeberland verbunden. Obwohl der Ball auch in anderen Farben wie Gelb oder Orange hergestellt wurde, um auf schlechte Lichtverhältnisse zu reagieren, kam während der WM nur der Ball mit schwarzem Design zum Einsatz.
Zusätzlich zu dem offiziellen „Azteca México“ Ball wurden auch zwei Replikas mit den Namen Azteca Puebla und Azteca Acapulco vorgestellt.

## Eigenschaften
Durch den besonderen Aufbau bot der Azteca folgende Vorteile:
- Garantierte Formstabilität
- Gute Wasserundurchlässigkeit
- Reduzierte Gewichtsänderung bei Regen
- Hohe Flexibilität, besonders bei Schüssen aus großer Distanz
- Vibrationsfreier Flug bei gezielten Schüssen
- Weicher Ballkontakt
- Sehr gute Flugbahn

## Spezifikationen
Der Azteca hatte folgende technischen Eckdaten:
- Gewicht: 420–450 g
- Umfang: 69–69,5 cm
- Balldruck: 0,6–1,1 Atmosphären (600–1000 g/cm²) in Meereshöhe

## Praxistests
Der Ball wurde im Vorfeld der WM 1986 an den sechs mexikanischen WM-Schauplätzen Guadalajara, León, Mexiko-Stadt, Puebla, Querétaro und Toluca auf Höhenlagen zwischen 1.547 m und 2.651 m Höhe mit einem Balldruck zwischen 0,8 und 1,1 kg/cm² getestet. adidas selbst empfahl einen Druck zwischen 0,9 und 1,0 kg/cm². Der allgemeine Eindruck des Balls wurde von den jeweils beteiligten Mannschaften als „gut“ bis „sehr gut“ bewertet.